# Fukiko Kobayashi
Fukiko Kobayashi (小林　蕗子, 1937 - ?) foi uma poeta japonesa da qual se tem pouca informação, conhecida em língua portuguesa pela escrita de somente um poema, lembrada pelo desejo de experimentar e participar do nascente movimento da poesia japonesa de vanguarda que se firmou em meados da década de 1960 no Japão, assumindo a linguagem do concretismo brasileiro após haver visitado a Exposição de Poesia Concreta Brasileira no Museu de Arte Moderna de Tóquio, em abril de 1960. Escrevendo um poema por mero exercício, o músico Luiz Carlos Lessa Vinholes enviou o mesmo a Affonso Ávila e Haroldo de Campos, que o publicou no ensaio “Visualidade na Poesia Japonesa”,  publicado no Suplemento Literário do jornal O Estado de S. Paulo e, cinco anos depois, reproduzido no seu livro a Arte no Horizonte do Provável e Outros Ensaios (1969),  ao lado de pomas de Kitasono Katue e Akito Osu. O mesmo poema figura nas páginas da revista Invenção, do grupo Noigandres, e foi exposto em tradução de Vinholes na Semana Nacional de Poesia de Vanguarda realizada na Universidade Federal de Minas Gerais de 14 a 20 de agosto de 1963, organizada pelo grupo Tendência, de Affonso Ávila.